# Resolução 1928 do Conselho de Segurança das Nações Unidas
A Resolução 1928 do Conselho de Segurança das Nações Unidas foi adotada por unanimidade em 7 de junho de 2010, após revogar as resoluções 825 (1993), 1540 (2004), 1695 (2006), 1718 (2006), 1874 (2009) e 1887 (2009) sobre os temas da Coreia do Norte e armas nucleares. O Conselho prorrogou o mandato de um painel de especialistas em monitoramento de sanções contra o país até 12 de junho de 2011.
O Conselho de Segurança determinou que a proliferação e entrega de armas nucleares, químicas e biológicas constituíam uma ameaça à paz e segurança internacionais. Atuando de acordo com o Capítulo VII da Carta das Nações Unidas, o Conselho estendeu o mandato do painel de especialistas estabelecido na Resolução 1874 para monitorar o novo regime de sanções contra a Coreia do Norte, imposto após um teste nuclear subterrâneo realizado em maio de 2009. Solicitou-se ao painel que fornecesse um relatório até 12 de novembro de 2010 e um segundo relatório 30 dias antes do término de seu mandato atual, com suas conclusões e recomendações.
Finalmente, todos os estados, agências das Nações Unidas e outros foram incentivados a cooperar plenamente com o Comitê do Conselho de Segurança estabelecido na Resolução 1718 e com o painel de especialistas.